# Irisina
La irisina (de la diosa griega iris) es una hormona que aumenta durante el ejercicio y posee la capacidad de generar calor, debido a que puede convertir tejido adiposo blanco (unilocular) en tejido adiposo pardo (multilocular)

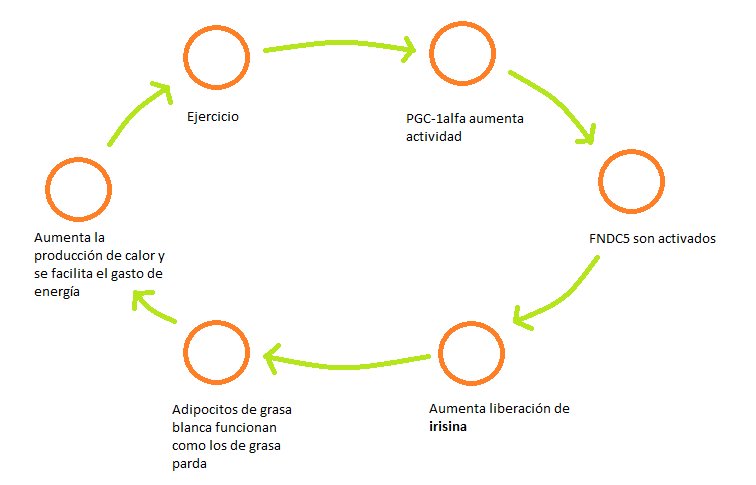
Irisina y ejercicio

## Descubrimiento
Un grupo de investigadores estadounidenses de la Universidad de Harvard que realizaban experimentos para identificar los mecanismos de funcionamiento de la proteína PGC1-alfa (un coregulador de la transcripción), al estimular la síntesis de PGC1-alfa, identificaron una nueva hormona, la irisina. Fue Bruce Spiegelman quien compartió este descubrimiento el 11 de enero de 2012 en la revista Nature.

## Funciones
- Activa el consumo de oxígeno y termogénesis en células de tejido adiposo blanco o unilocular
- Activa biogénesis mitocondrial y la expresión de la proteína desacoplante 1 (UCP1), lo cual conduce a la producción de calor en la mitocondria y facilita el gasto de energía cuando se está realizando ejercicio
- Funciona como un primer mensajero para aumentar la termogénesis, ya que aumenta el desacoplamiento respiratorio en células de tejido adiposo
- Relaciona la homeostasis energética y la actividad física. Por lo tanto, participa en los mecanismos de control de peso en los organismos
- Interviene en la neurogénesis. Traspasa la barrera hematoencefálica, aumentando la expresión del factor neurotrófico derivado del cerebro BDNF y se activan genes implicados en la cognición. El ejercicio físico de resistencia estimula la producción de irisina.[4]

## Relación con el ejercicio
El ejercicio comprende una serie de acciones que generan cambios tanto estructurales como metabólicos en el músculo esquelético, igualmente combate la diabetes tipo 2 y la obesidad, e induce entre otras cosas, la expresión de un gen co-regulador transcripcional llamado receptor activado por proliferador de peroxisomas γ (PPARγ) y el coactivador 1α (PGC-1α)
En un estudio realizado con ratones se comprobó que el PGC-1α, cuando el músculo es ejercitado, activa genes que median cambios adaptativos en él (músculo). Para analizar mejor este fenómeno, se evaluaron los depósitos subcutáneos de tejido adiposo en ratones transgénicos que sobreexpresaban PGC-1α, y se observó que las células de tejido adiposo unilocular o blanco se comportaban como células de tejido adiposo multilocular. Teniendo en cuenta que el primero (tejido adiposo blanco) se encarga de almacenar grasa, mientras el tejido adiposo multilocular es termorregulador, en la medida que permite generar calor mediante el desacople de la respiración mitocondrial; se puede concluir que el ejercicio activa procesos termogénicos en tejido adiposo
Adicionalmente, el ejercicio como ya se mencionó, induce la transformación de las fibras musculares pero también estimula la angiogénesis en el músculo esquelético y la biogénesis mitocondrial. Lo anterior es posible debido a que existen activadores transcripcionales que se encuentran relacionados con la respuesta primaria del músculo ante el ejercicio, entre estos están el coactivador PGC-1 y los activadores NRF-1 y NRF-2, los cuales participan en la biogénesis mitocondrial. De igual manera, al aumentar la ejercitación muscular, incrementan los niveles del transportador GLUT4, el cual favorece la entrada de glucosa al músculo. Así mismo se ha comprobado que la irisina producida en respuesta al ejercicio incrementa la masa ósea, según los resultados de una investigación.
Tras la práctica de ejercicio de resistencia se elevan en el cerebro la molécula llamada FNDC5 y su producto derivado, la irisina, aumentando la expresión del BDNF, que mejora la función cognitiva y disminuye los síntomas de las enfermedades neurológicas. El aumento artificial de los niveles de irisina en la sangre logran activar los genes que participan en el aprendizaje y la memoria.

### Liberación de irisina
La irisina es liberada principalmente cuando hay actividad o ejercitación muscular gracias a que el ejercicio como ya se mencionó, induce la expresión de PGC-1α, el cual activa genes musculares que poseen fibronectina tipo III con 5 dominios (FNDC5). Ésta tiene características similares a las de proteínas de membrana I y por lo tanto puede ser troceada para liberar una proteína más pequeña al torrente sanguíneo, dicha proteína es llamada irisina y, de acuerdo al estudio realizado con ratones, actúa sobre la grasa blanca en los ratones que sobreexpresan PGC-1α (en humanos tiene la misma funcionalidad). En otras palabras, al ejercitarnos el coactivador PGC-1α induce la expresión de FNDC5, éstos se clivan y liberan irisina, la cual activa procesos termogénicos en adipocitos y por lo tanto facilita la producción mitocondrial de calor y el gasto de energía
La producción de irisina en el tejido muscular y adiposo es variable según el estado fisiológico: en el músculo sería beneficiosa para el ejercicio físico mientras que en el tejido adiposo blanco sería causante de niveles elevados de irisina en personas obesas. El próximo objetivo es estimular farmacológicamente o mediante nutrientes específicos o selectivos, la actividad eficaz de esa molécula de irisina y anular su resistencia tisular para mejorar la salud de las personas con peso corporal excesivo.